# 牛地町
牛地町（うしじちょう）は、愛知県豊田市の地名。

## 地理
豊田市の北東部にあり、矢作川左岸および矢作川支流である段戸川右岸に位置する。旭地区（旧東加茂郡旭町の町域にほぼ相当する）に属する。北で岐阜県恵那市串原、東で川手町、南東で黒田町、南で富永町・田津原町、南西で坪崎町・日下部町・旭八幡町、西で小滝野町、北西で閑羅瀬町と隣接する。
町内のほとんどが山林で占められており、同町西部にわずかに人家があるのみである（西久保地区・前林地区）。1971年（昭和46年）には矢作ダムの造成工事に伴い、矢作川河岸の段丘上にあった人家の多くが奥矢作湖の湖底に水没した。産業は農林業が中心である。

## 歴史

### 沿革
- 江戸期には牛地村として三河国加茂郡に所属していた[5]。
- 1635年（寛永12年）当時- 幕府の直轄地であった[4]。
  - なお文献によっては、1635年（寛永12年）当時は栗原藩領であり、1638年（寛永15年）に同藩が廃絶して以降、幕府の直轄地になったという記述もある[5]。
- 1697年（元禄10年）- 旗本沼間清芳の知行地となる[4]。
- 1701年（元禄14年）- 再び幕府の直轄地となる[4]。
- 1705年（宝永2年）- 三河吉田藩領となる[4]。
  - 三河吉田藩は、支配領域にあった矢作川東岸の村々を三つの組（牛地組、明川（あすがわ）組、久木（ひさぎ）組）に分けて統治したとされる。牛地組は八か村で構成されたが、牛地村は組の親村扱いとなり、大庄屋（加茂郡取締庄屋）が置かれていたという[4]。
- 1878年（明治11年）- 郡区町村編制法施行により、加茂郡が東加茂郡と西加茂郡に分割される。それに伴い、所属が加茂郡から東加茂郡に変更される[5]。
- 1889年（明治22年）10月1日- 市制町村制施行により、牛地村、田津原村、小滝野村、閑羅瀬村が合併して東加茂郡生駒村が誕生し、牛地村は生駒村大字牛地に変更される[5]。
- 1894年（明治27年）- 生駒村役場が置かれる[5]。
- 1906年（明治39年）5月1日- 生駒村、野見村、介木村、築羽村が合併して旭村が誕生し、生駒村大字牛地は旭村大字牛地に変更される。また、同日生駒村役場が廃止される[5]。
- 1967年（昭和42年）4月1日- 旭村が町制を施行し旭町になる。これに伴い、住所表示が旭町大字牛地に変更される[5]。
- 2005年（平成17年）4月1日- 旭町の豊田市への編入に伴い、住所表示が豊田市牛地町に変更される。

## 学区
市立小・中学校に通う場合、学区は以下の通りとなる。
| 番・番地等 | 小学校             | 中学校           |
| ---------- | ------------------ | ---------------- |
| 全域       | 豊田市立小渡小学校 | 豊田市立旭中学校 |

## 寺社
- 住吉神社

旧牛地村村社。
- 臨済宗妙心寺派小馬寺（しょうばじ[7]、こまでら）

山号は円通山、本尊は十一面観音。役小角による開創とも伝えられ、当初は天台宗であったのが、延宝年間に臨済宗に転宗したとされる。室町時代に建てられたという山門や本堂、また宝篋印塔や五輪塔があった。現在は廃寺となっている。

## 文化財

### 散布地
- 大麦田（おおむぎた）遺跡[13]
- 万場垣内（ばんばがいと）遺跡[13]
- 前畑（まえばた）遺跡[13]
- 久保田（くぼた）遺跡[13]

いずれの遺跡も縄文時代のものである。

### 城館跡
駒山城跡（牛地城）
中世時代の山城。駒山（標高855m）の山頂にあったとされる。小馬寺は城郭として利用されたと考えられる。

## その他

### 日本郵便
- 郵便番号 : 444-2801[2]（集配局：旭郵便局[15]）。